# Olibrus stephensii
Olibrus Stephensii là một loài bọ cánh cứng trong họ Phalacridae. Loài này được Stephens miêu tả khoa học năm 1829.